# Australien und Ozeanien
Australien und Ozeanien ist die Bezeichnung für eine kulturelle und wirtschaftliche Zusammenfassung der Inselwelt Ozeaniens und Australiens zu einem Kontinent. Diese Definition wird neben anderen von der UN-Statistikbehörde UNSD verwendet.
Gelegentlich wird Australien und Ozeanien auch verkürzt als Ozeanien bezeichnet.
Als Konzept gilt Australien und Ozeanien auch als einer von zehn Kulturerdteilen weltweit. Diese Einteilung muss allerdings kritisch hinterfragt werden, da Australien aufgrund seiner Geschichte hauptsächlich europäisch, aber auch durch die australischen Ureinwohner geprägt wurde, Ozeanien dagegen von einer Vielzahl indigener Kulturen, wie z. B. den Māori, und von europäischen Eroberern.

## Bevölkerung
Entwicklung der Bevölkerung Australiens und Ozeaniens (in Millionen)